# 徐維濂
徐維濂（？—？），字道源，號振谿，南直隶蘇州府昆山縣人。明朝政治人物、進士出身。

## 生平
八月初十日生。万历七年（1579年）己卯科舉人，十七年（1589年）己丑科進士，禮部觀政，十二月授四川叙州府推官，十八年二月告改汝寧府教授，二十一年升國子監博士，二十二年升刑部主事，二十四年降两浙運判，丁憂歸。起補山東盐运司判官，三十五年升河间府同知。

## 家族
曾祖徐永年。祖父徐朝相。父徐子英，舉人。